# Wola Dąbrowiecka
Wola Dąbrowiecka – wieś w Polsce położona w województwie wielkopolskim, w powiecie wolsztyńskim, w gminie Wolsztyn.